# IPS (instructions per second)
 For alternative betydninger, se IPS. (Se også artikler, som begynder med IPS)
IPS (instruktioner Per Sekund fra engelsk instructions per second) er et mål for ydeevnen på en computers processor. Én IPS betyder således at processoren kan yde 1 instruktion pr. sekund.

## IPS med SI-præfiks
Processorer har en så høj hastighed, at man opgiver ydeevnen i IPS med et SI-præfiks - fx:
- MIPS (Mega instruktioner Per Sekund fra engelsk mega instructions per second).
- GIPS (Giga instruktioner Per Sekund fra engelsk giga instructions per second).

En moderne CPU er så hurtig, at den reelt kun gøres langsommere af den hukommelse der hører med til CPU'en, hvad enten det er cache eller RAM-blokke. Som et resultat af dette bruger CPU'en tid i dvale, mens den venter på at hukommelsens I/O skal blive færdig. Dette er problemer som (M)IPS-testen ikke tager højde for. Samtidigt er der blevet set udslag fra instruktion og applikationer, som ikke stemmer overens. Derfor kan det være misvisende at sammenligne forskellige CPU-arkitekturer alene med IPS.
På baggrund af disse problemer har forskere standardiseret tests som SPECint, for at måle den helt reelle CPU-hastighed, og har sat MIPS-metoden under diskussion.